# 3014 Huangsushu
3014 Huangsushu eller 1979 TM är en asteroid i huvudbältet som upptäcktes den 11 oktober 1979 av Purple Mountain-observatoriet i Nanjing, Kina. Den är uppkallad efter Su-Shu Huang.
Asteroiden har en diameter på ungefär 6 kilometer.